# Cyclosa serena
Cyclosa serena is een spinnensoort in de taxonomische indeling van de wielwebspinnen (Araneidae).
Het dier behoort tot het geslacht Cyclosa. De wetenschappelijke naam van de soort werd voor het eerst geldig gepubliceerd in 1999 door Herbert Walter Levi.